# Пушка на Приморском бульваре
Пушка на Приморском бульваре — памятник на Приморском бульваре города Одессы, посвящённый успешному отражению нападения англо-французской эскадры на Одессу во время Крымской войны 1854—1855 годов. Памятник был открыт в 1904 году.

## История точного времени в Одессе
Живя в Одессе, А. С. Пушкин зачастую просыпался утром, услышав выстрел сигнальной пушки со сторожевого корабля, ошвартованного в Одесском порту. Отзвук этого выстрела имеется в романе в стихах «Путешествия Онегина»:
Бывало, пушка зоревая

Лишь только грянет с корабля…
Ту же подробность городской жизни отметила в повести «Номерованная ложа» Елена Ган: «Медленно стлался вечерний туман по морю… Наконец грянула зоревая пушка, выстрел прокатился отгулом грома по волнам и стих в отдалении».
Тут уже речь идёт о другой пушке, той, которая с конца 1820-х годов «сидела» на цепи на Николаевском бульваре, примерно там, где сегодня верхний павильон фуникулёра. Это орудие было трофейным, турецким, взятым русской армией как трофей в кампанию 1828 года. Стреляла она не только утром, но и вечером, а позже ещё в полдень.
«Полдень возвещается в Одессе выстрелом из пушки, стоящей против монумента герцога де Ришельё. В ту пору знак к нему подавался из дома графа Воронцова по находившемуся там хронометру» — свидетельствовал современник.
О том, как это было, написал в книге «Старая Одесса» А. М. Дерибас: «Около полудня важно и мерно шагает у памятника Ришельё часовщик Штерн. С правой стороны бульварной лестницы два бравых артиллериста стоят у пушки, из которых один, с фитилём в руках, смотрит на Штерна, не спуская глаз. Вдруг Штерн машет рукой, грянул пушечный выстрел — и все портовые суда оглашаются весёлыми звонками».
Часы тогда, особенно карманные, имели далеко не все, городских часов было и того меньше, и сигнальные выстрелы позволяли хоть как-то ориентироваться во времени. Недаром в «росписи» (смете) городских расходов, наряду с поливкой бульвара, содержанием городских садов и газовым освещением улиц была предусмотрена поверка, а также исправление городских часов и сигнальные выстрелы, для которых не было ни выходных дней, ни праздников.

## Почему пушка была нацепи
Медь и в XIX веке была в цене, и не только сейчас имеются охотники за цветными металлами.
В одну из ночей перед самой Крымской войной стоявшая на бульваре у подножия памятника дюку де Ришельё медная сигнальная пушка бесследно исчезла. Все старания полиции найти её были тщетными. Позже стало известно, что пушку распилили на части и медь употребили в дело. Полиция и градоначальник были в отчаянии от этого скандального происшествия.
Через некоторое время после этого случая к градоначальнику на приём попросился из тюремного замка арестант для секретного разговора. Случаи, когда арестанты сообщали какую-нибудь тайну лично градоначальнику без свидетелей, уже бывали и раньше.
Арестант — опасный преступник в цепях — был приведён в кабинет градоначальника под конвоем. Он заявил, что может указать свидетеля, который видел, кто и когда уворовал пушку. За открытие «секрета» он потребовал пять рублей. Градоначальник согласился и приказал одесскому полицмейстеру отправиться вместе с арестантом туда, куда тот укажет.
Арестант привёл полицию на бульвар и, как на свидетеля кражи, указал на Дюка де Ришельё, у ног которого раньше стояла пушка. Градоначальника вначале охватил гнев, но потом он расхохотался и выдал остроумному и находчивому арестанту пятёрку. — рассказывал думец-одессит Иосиф Чижевич.
Попытки украсть пушку — из разных соображений, в основном из озорства и природного юмора одесситов, с разной долей успеха — продолжались, пока её окончательно не увели вторично.
В 1880 году горожане ходатайствовали о приобретении новой пушки, и даже велись переговоры с руководством Керченской крепости. В 1882 году перед только что назначенным генерал-губернатором края героем русско-турецкой войны 1878 года Гурко возбудили ходатайство о пушке.
30 июля 1882 городу передали одно медное орудие из числа отбитых у турок. С тех пор полуденные выстрелы возобновились, но пушка теперь уже стояла во дворе Воронцовского дворца и вывозилась на бульвар лишь для выстрела в полдень.

## Крымская война и английский фрегат «Тигр»

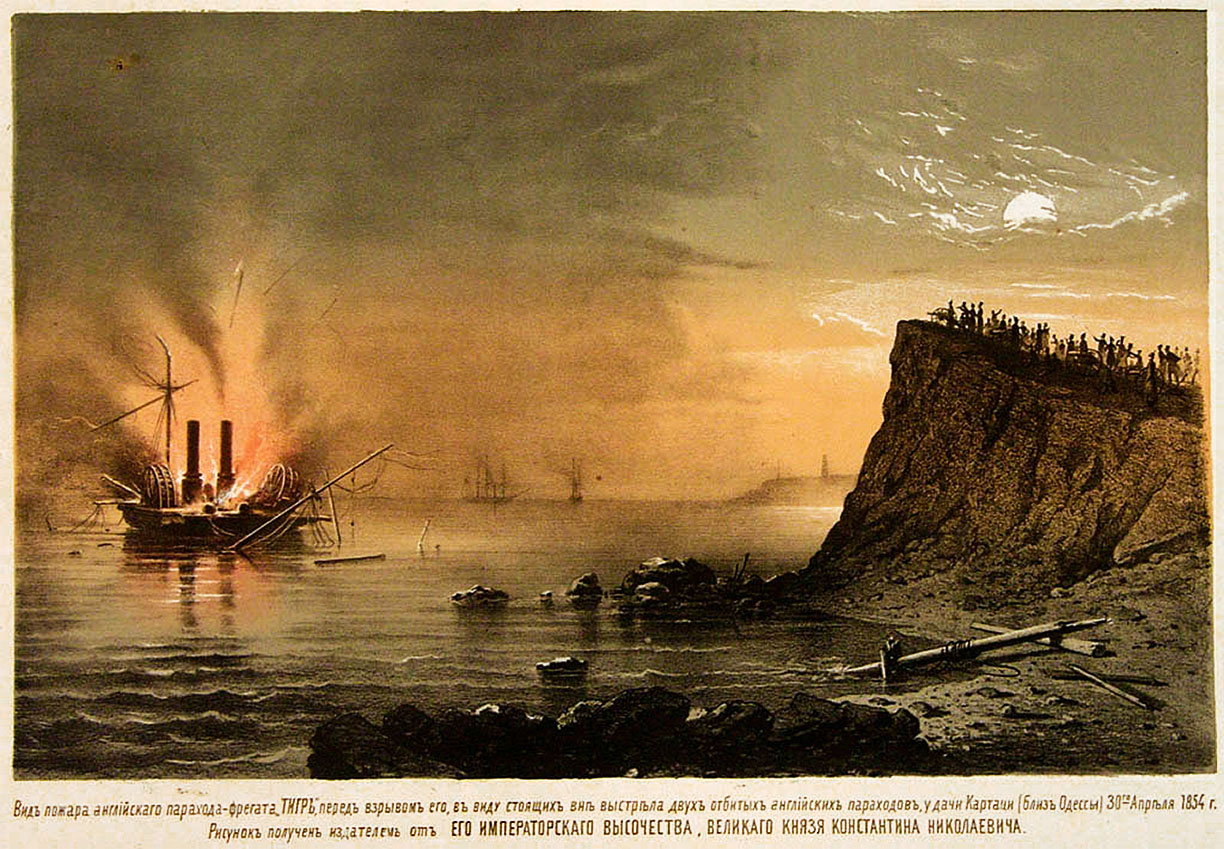
«Вид пожара английского парохода-фрегата „Тигр“, перед взрывом его, в виду стоящих вне выстрела двух отбитых английских пароходов, у дачи Картаци (близ Одессы) 30 апреля 1854 года», Русский художественный листок, Гросс, Фёдор Иванович, 1856

Шла Крымская война, памятная сегодня по героической обороне Севастополя.
Целый день, тринадцать часов без перерыва, англо-французская эскадра бомбардировала Одессу, сильно повредив здания города и Воронцовский дворец.
10 апреля 1854 года прикованная сигнальная пушка молчала. Никто не расслышал бы её выстрела в грохоте англо-французской корабельной артиллерии и русских береговых батарей. Да и не до того было.
Двадцатиоднолетний артиллерийский прапорщик А. Щёголев выдвинул русские пушки своей артиллерийской батареи на оконечность Практического мола, стремясь «дотянуться» ядрами до неприятельских кораблей, и в течение шести часов вёл неравный бой, отогнав эскадру.
Во время бомбардировки Одессы 30 апреля (12 мая) 1854 утром, при густом тумане, в 6 верстах от Одессы, под крутым берегом Малого Фонтана, сел на мель английский 16-пушечный колёсный пароходофрегат «Тигр». Огонь российской полевой артиллерии, быстро развёрнутой на огневые позиции напротив места аварии, поджёг его и заставил спустить флаг. Во время обстрела фрегата был ранен капитан Джиффард (Henry Wells Giffard), позднее скончавшийся от ран в Одессе, и несколько матросов. Пленные (225 человек — 24 офицера и 201 матрос) были перевезены на берег, а сам корабль, который невозможно было за сутки снять с мели, на следующий день уничтожили огнём своих пушек подошедшие на выручку «Tiger» два других корабля союзников — HMS Vesuvius и HMS Niger. Паровая машина корабля была установлена на императорской яхте «Тигр», пушки «Тигра» вошли в состав вновь образованных береговых батарей Одессы. Одну из пушек фрегата в 1904 году (в 50-ю годовщину событий) установили в качестве трофея на Приморском бульваре Одессы.
В мае 1854 водолазы подняли с морского дна девятнадцать пушек фрегата, большинство которых оказались вполне исправны. «Две бомбические пушки „Тигра“ перетащили на батарею, которую построил на свой счёт Джиджи (Осип) Мокко близ нашего дома в конце Карантинной улицы, одна из пушек при испытании разорвалась» — писал К. Скальковский в «Воспоминаниях молодости». Вторая пушка долгое время оставалась на месте заброшенной и постепенно разрушавшейся батареи, которую в конце апреля того же 1864 года соорудил карантинный боцман Д. Мокко в начале улицы Канатной возле дома археолога И. П. Бларамберга.

## Пушка-памятник

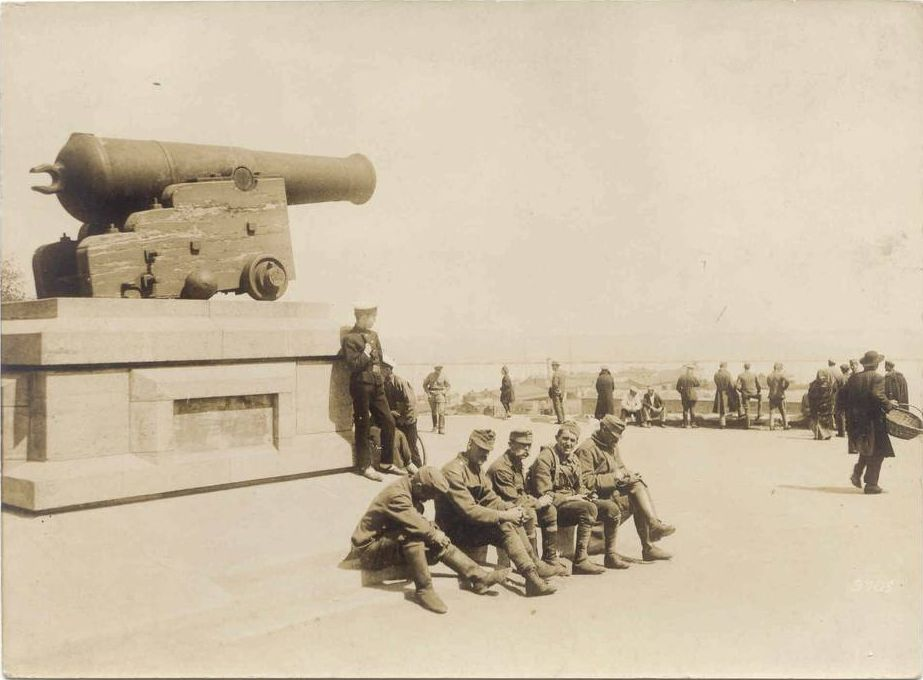
Оккупация Одессы войсками Австро-Венгерской империи. Военнослужащие на Николаевском бульваре. Лето 1918 года

В 1904 году, в преддверии пятидесятилетия бомбардировки Одессы, английскую пушку отыскали и намерились превратить её в военно-исторический, как тогда говорили, памятник. Для этого создали комиссию, которая, как сообщалось в газете «Одесские новости», «Приняла меры, чтобы все разрушившиеся от времени и ныне восстановленные части морской бомбической пушки, снятой с военного английского судна „Тигр“, и лафета вполне соответствовали эпохе». Тогда же водолазы снова, теперь полвека спустя, побывали на месте гибели фрегата и подняли несколько ядер, соответствующих калибру пушки.
После реставрации пушку перевезли на Николаевский бульвар, где в сентябре 1904 года водрузили на постамент, превратив из участницы в свидетельницу многих событий. Новый памятник, подкупавший исторической подлинностью (именно эта пушка, не такая же, а именно эта, стреляла по городу), всколыхнул память современников давних событий.

## В независимой Украине

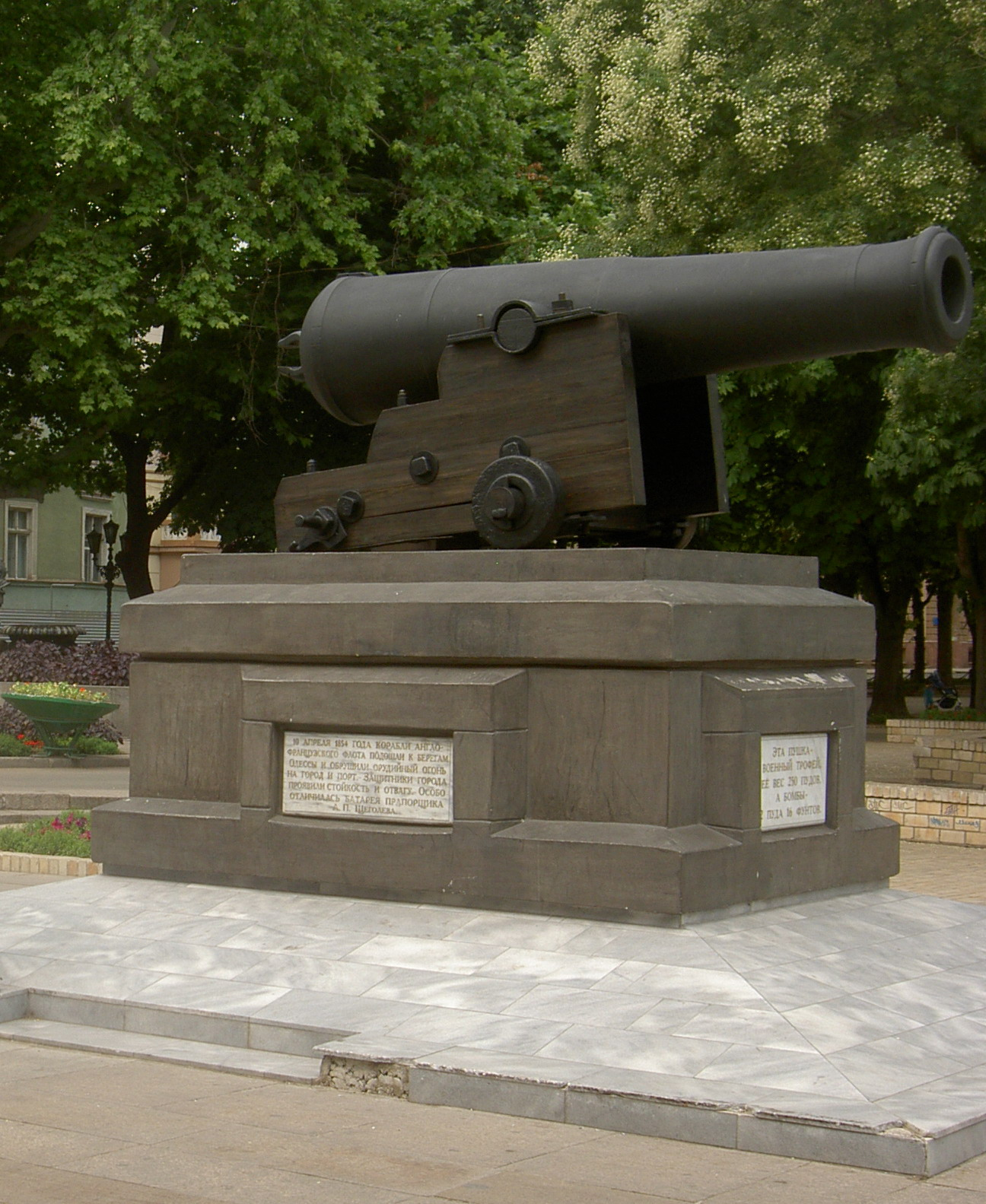
Пушка на Приморском бульваре

В августе 2004 Одесский ремонтно-монтажный комбинат (ОРМК) закончил реставрацию пушки с английского фрегата, установленной на Думской площади.
Ствол и детали орудия 1847 года реставрировались впервые (небольшая реставрация была в 1975 году).
Чугунная поверхность была отшлифована, покрыта грунтовкой, а затем тремя слоями современной краски. «Несмотря на такой слой покрытия, пушка сохранила свой первоначальный исторический рельеф: сохранена каждая трещинка и выбоина на металле, это и было основной задачей при реставрации» — подчеркнул сотрудник предприятия И. Крошка.
Разногласия возникли относительно реставрации лафета, на котором стояла пушка. Вопрос стоял в том, чтобы сделать ли его «под старину» либо оставить дерево светлым, не скрывая факта реставрации.
В окончательном варианте лафет, после обработки морилкой, серо-чёрного цвета, словно со дна моря. Доски для деревянного сооружения вымачивались в специальном растворе, предохраняющем от действия окружающей среды и вредителей. Конструкция сделана из сибирской лиственницы, на конструкциях из которой держится Венеция.
Последний раз лафет менялся за 18 лет до того, в 1986 году, и был сосновым. С тех пор дерево полностью пришло в негодность.
«Мастера, которые снимали пушку, рассказали, что нашли в стволе около двух десятков бутылок и банок, а мемориальные таблички были сделаны из старых надгробий второго кладбища» — отметил И. Крошка.
19 августа 2004 года отреставрированная пушка выстрелила.

## Высказывания об одесской пушке
В 1917 в стихотворении «Бульвар» Юрий Олеша писал о цветниках «у безголосой пушки».
- «Смутно помню рассказ бабушки, маминой мамы, слышанный ею, в свою очередь, от её мамы, то есть моей прабабушки, историю артиллерийского прапорщика Щеголева», -писал в книге «Разбитая жизнь, или Волшебный рог Оберона» Валентин Катаев, сам артиллерист в Первую мировую и гражданскую войну. В произведениях Катаева то и дело возникает одесская пушка.

В дни январского восстания 1918 года герой романа «Волны Чёрного моря» Гаврик Черноиваненко, обороняя от гайдамаков Центральной рады Николаевский бульвар, поставил один из пулемётов, которыми был вооружён красногвардейский отряд, «у подножия знаменитой исторической чугунной пушки».
По воле автора Гаврик придёт сюда и в октябре 1941, в последний день обороны Одессы. Перед уходом партизанского отряда в катакомбы
- «Они подошли к стоящей над обрывом старинной чугунной пушке на ступенчатом деревянном лафете. Из-под обрыва торчали тонкие стволы зенитных орудий».

Пройдёт два с половиной года, и вышедшие из катакомб партизаны придут на Приморский бульвар, где «пушка по-прежнему смотрела в открытое море, широко и свободно синевшее за портом».
Это было 10 апреля 1944 года, ровно через девяносто лет после бомбардировки Одессы англо-французской эскадрой, в день, о котором в 1942 году мечтал и написал в стихотворении «Одесса» Семён Кирсанов:
Верю я: мы встретимся, товарищ,

В летний день на боевом борту,

У старинной пушки на бульваре,

В разноцветном, праздничном порту.